# CLLD/LEADER

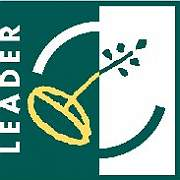
Leader logo

Leader staat voor Liaison Entre Actions de Développement de l'Economie Rurale of Samenwerking voor plattelandsontwikkeling. Het is een subsidieprogramma op initiatief van de Europese Commissie. Een andere Europese naam voor de LEADER-aanpak is Community Led Local Development (CLLD). In Nederland gebruikt men voor de programmeringsperiode 2014 tot 2020 de term LEADER-3 omdat het onderdeel is van het overkoepelende Plattelandsontwikkelingsprogramma POP3. In de programmaperiode 2023 - 2027 is LEADER onderdeel van het Nationaal Strategisch Plan (NSP), de Nederlandse uitwerking van het Gemeenschappelijk Landbouw Beleid (GLB). 

## Geschiedenis

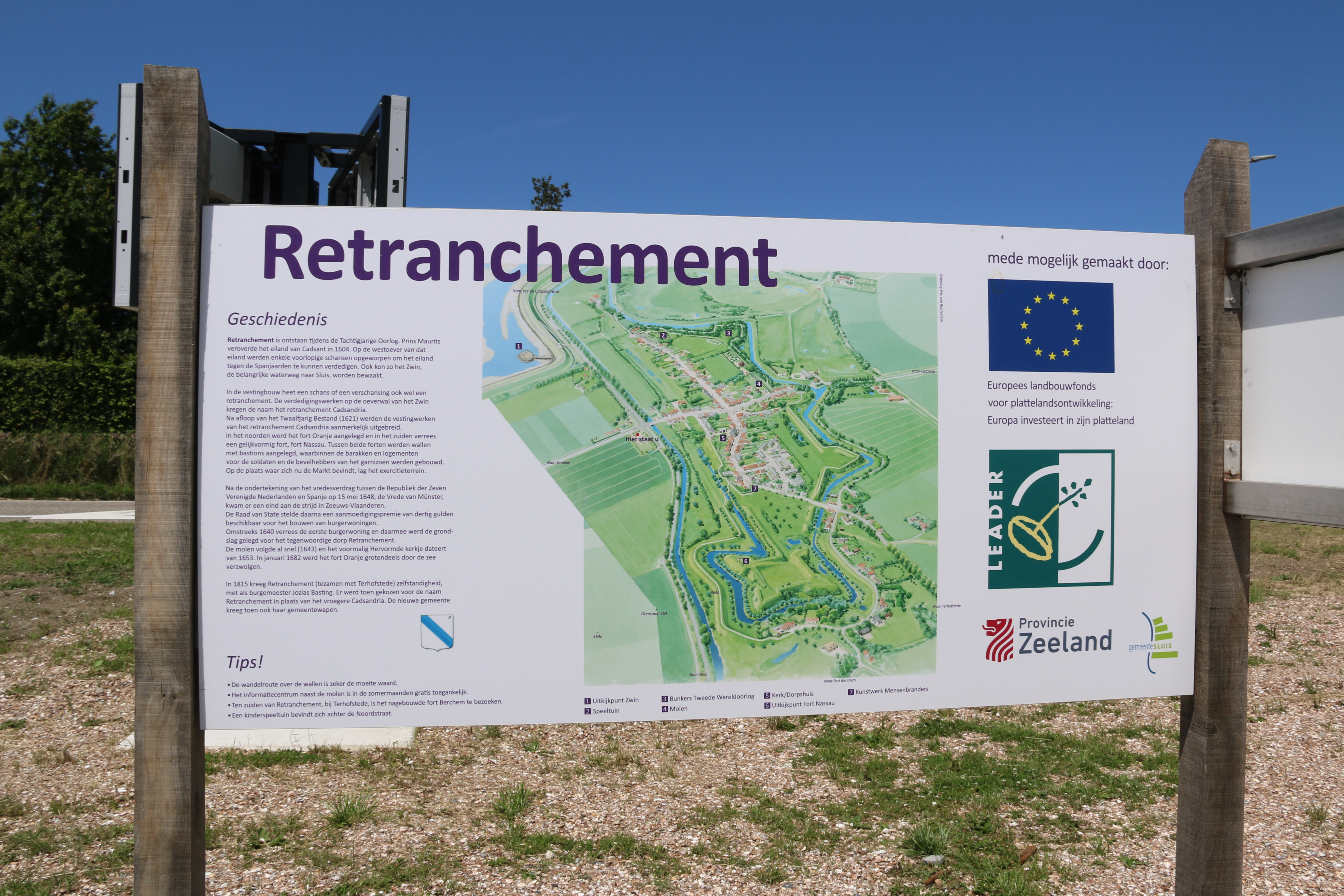
Leader-project in Retranchement

De naam Leader stamt uit 1990 waarmee de Europese Commissie extra aandacht wilde voor regionale en lokale initiatieven om van onderop samenwerking en innovatie te stimuleren. Doel van de aanpak was het bijdragen aan de sociaaleconomische ontwikkeling van het platteland. Het subsidieprogramma werkt met periodes van enkele jaren. Achtereenvolgens zijn dat:
- 1991 - 1994 LEADER I
- 1994 - 1999 Leader II
- 2000 - 2006 Leader+
- 2007 - 2013 POP2
- 2014 - 2020 POP3, verlengd met de jaren 2021 en 2022 (POP3+)
- 2023 - 2027 NSP

### Situatie in Nederland

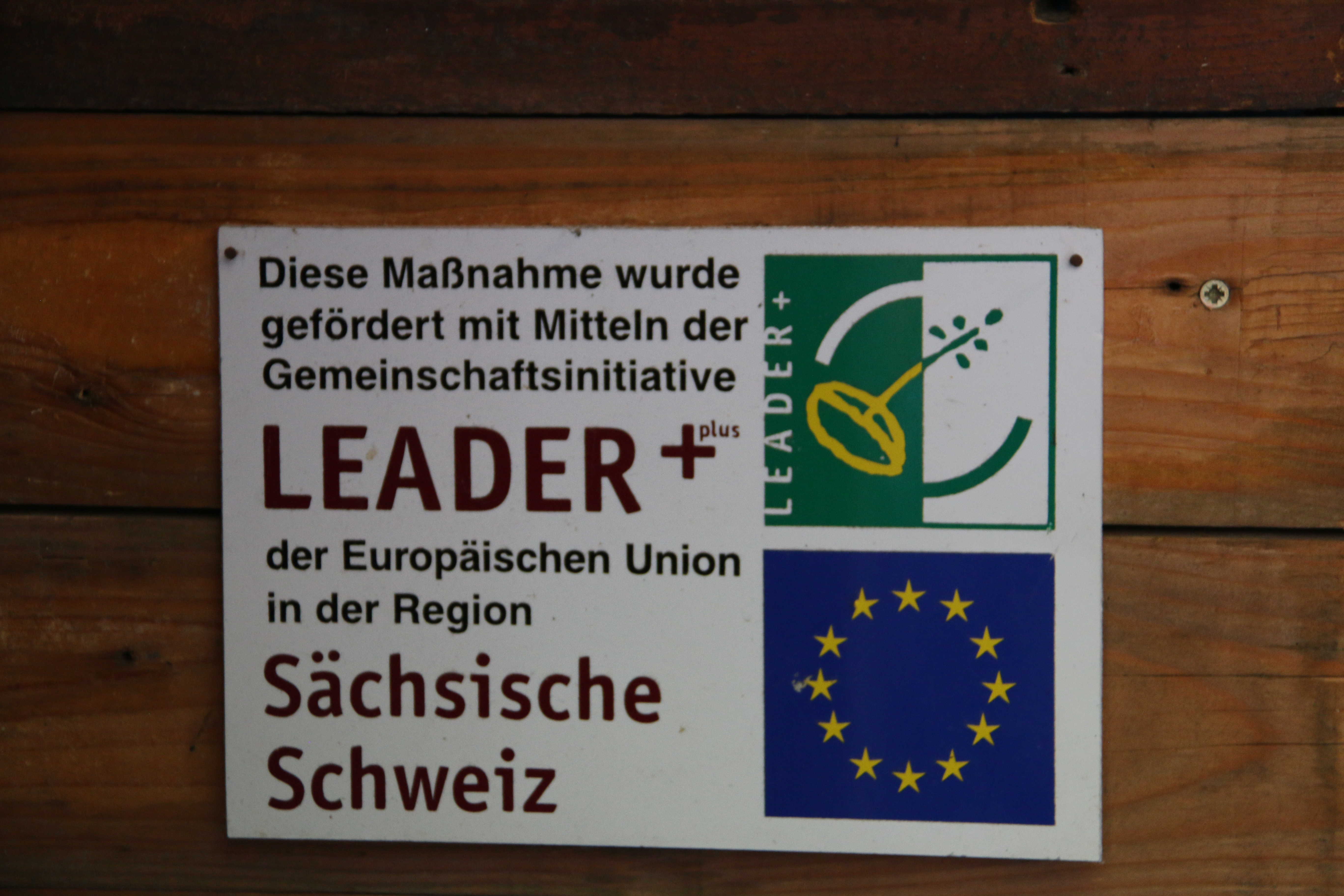
Leader-project in Duitsland

Leader was in de periodes van 2007 - 2022 onderdeel van het Plattelandsontwikkelingsprogramma (POP). Leader was in POP2 de vierde prioritaire doelstelling van het POP2. De LEADER-as (As4)staat voor gebiedsontwikkeling van onderop. 
In POP3 is Leader/CLLD een van de vijf thema's waar POP3 zich op richt en die door de Europese Unie wordt gefinancierd vanuit het 'Europees Landbouwfonds voor Plattelandsontwikkeling'. De subsidie wordt verstrekt aan samenwerkingsverbanden tussen overheid, ondernemers en maatschappelijke organen of particulieren op het platteland. De focus van de LEADER aanpak ligt op innovatie binnen de agrarische sector (waaronder milieu- en natuureducatie), sociaaleconomische ontwikkeling van het platteland en een duurzaam beheer van de ruimte. Binnen POP3 is LEADER maatregel 19. 
In het Nationaal Strategisch Plan (2023 - 2027) is LEADER een van de interventies. 

## Nederland

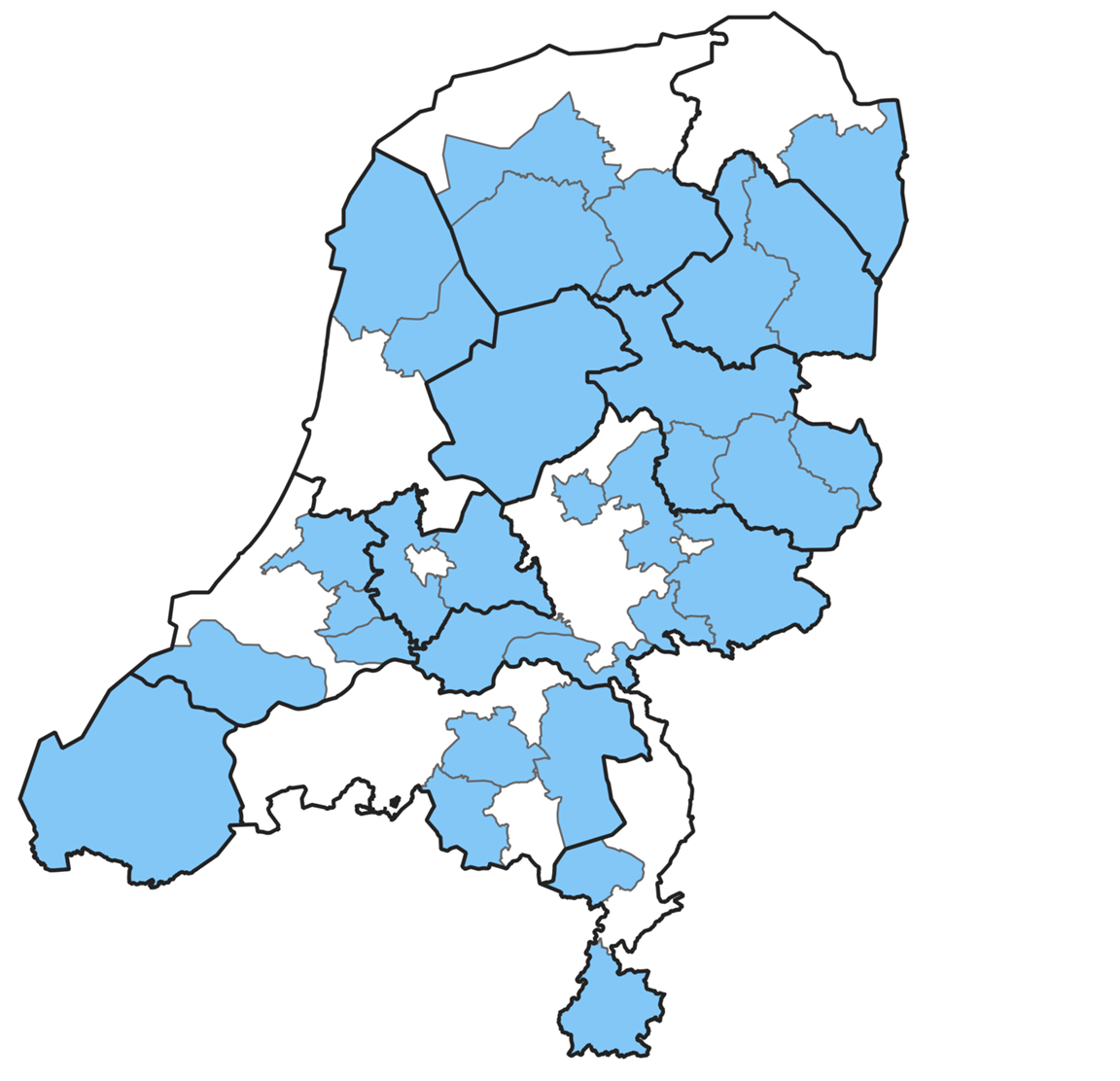
LEADER-gebieden in Nederland (2025).

Voor de programmeringstermijn van Leader+ van 2000-2006 werd Nederland ingedeeld in vier regio's: Nederland Noord de provincies Groningen, Friesland en Drenthe, Oost met Overijssel en Gelderland, Zuid met Limburg, Noord-Brabant en Zeeland, en de regio Randstad.
In de programmeringsperiode 2007-2013 (POP2) zijn 31 LEADER-gebieden aangewezen. Waarvan zes in de provincies Friesland en Overijssel, vier in Zuid-Holland, drie in Groningen en Brabant, twee in Gelderland en Utrecht en de provincies Drenthe, Flevoland en Noord-Holland ieder een. Limburg had in deze periode geen leadergebied.
Voor de programmaperiode 2014-2020 (POP3) is voor Nederland de bevolkingslimiet van 150.000 om voor LEADER-status in aanmerking te komen naar boven toe aangepast. Nederland heeft voor het platteland een relatief hoge bevolkingsdichtheid. Aanpassing van de limiet moet de territoriale samenhang van de gebieden waarborgen. Daarom zijn een aantal van de POP2-gebieden samengevoegd en heeft Regio Achterhoek met bijna 225.000 inwoners de leaderstatus kunnen krijgen. POP3 telt nog twintig gebieden, vier in Overijssel, twee in Drenthe, Friesland, Utrecht, Zeeland en Zuid-Holland, en de overige provincies ieder een. Het terugbrengen van het aantal LEADER-gebieden moet tevens leiden tot verlaging van de uitvoerings- en administratieve lasten, waarmee men tegemoetkomt aan de in 2011 geuite kritiek door de het Ministerie van EL&I dat Leader een administratief topzwaar programma was.
In de programmaperiode 2023 - 2027 zijn er 31 LEADER-gebieden. 

## Ierland
De toewijzing van fondsen vanuit het LEADER-programma is in Ierland georganiseerd per county, doorgaans via een bedrijf voor lokale ontwikkeling. Voorbeelden van projecten ondersteund in de periode 2007-2014 zijn: Ballyvaughan Farmers' Market (Basis voorzieningen), Clare Spring Water Ltd. (bedrijfsontwikkeling), Rineen Ambush Commemoration Committee (erfgoed), Burren Forts Ltd. (diversificatie van boerenbedrijven naar niet-boerenbedrijf gerelateerde terreinen), Loop Head Tourism Group (toerisme ontwikkeling), Clare Roots Society (training en informatieverstrekking), Cratloe Community Playground Committee (Dorpsvernieuwing en -ontwikkeling), Killaloe Ballina Business Association (bevordering samenwerkingsprojecten).